# Dardesheim
Dardesheim is een plaats en voormalige gemeente in de Duitse deelstaat Saksen-Anhalt, en maakt deel uit van de Landkreis Harz.
Dardesheim telt 1.018 inwoners.